# Línguas galo-ibéricas
As línguas galo-ibéricas são um ramo das línguas românicas que se desenvolveu na região mais oeste do antigo Império Romano, nas provínicas da Gália e na Península Ibérica.